# Воломинский повет
Воломинский повет (пол. Powiat wołomiński) — повет (район) в Польше, входит как административная единица в Мазовецкое воеводство. Центр повета — город Воломин. Занимает площадь 955,37 км². Население — 228 830 человек (на 2013 год).

## Административное деление
- города: Кобылка, Марки, Зомбки, Зелёнка, Радзымин, Тлущ, Воломин
- городские гмины: Кобылка, Марки, Зомбки, Зелёнка
- городско-сельские гмины: Гмина Радзымин, Гмина Тлущ, Гмина Воломин
- сельские гмины: Гмина Домбрувка, Гмина Ядув, Гмина Клембув, Гмина Посвентне, Гмина Страхувка

## Демография
Население повета дано на 2013 год.
| Перепись            | Всего  | Мужчины | Женщины |
| ------------------- | ------ | ------- | ------- |
| Всего               | 228830 | 110513  | 118317  |
| Городское население | 156041 | 74302   | 81739   |
| Сельское население  | 72789  | 36211   | 36578   |